# Carl Jenkinson
Pour les articles homonymes, voir Jenkinson.
Carl Daniel Jenkinson, né le 8 février 1992 à Harlow (Angleterre), est un footballeur international anglais qui évolue au poste de défenseur à Newcastle United Jets FC.

## Biographie

### Formation à Charlton
Carl Jenkinson est né à Harlow (Angleterre) d'un père anglais et d'une mère finlandaise.
Après être passé par le centre de formation de Charlton Athletic durant une dizaine d'années, il est prêté à Welling United puis à Eastbourne (cinquième division anglaise) en 2010. De retour à Charlton, il débute au niveau professionnel en décembre 2010 lors de la demi-finale section sud du Football League Trophy face à Brentford. Il est titulaire et dispute l'intégralité de la rencontre. Lors de la saison 2010-2011, il prend part à neuf matchs toutes compétitions confondues sous le maillot de son club formateur.

### Arsenal
Carl Jenkinson est la première recrue estivale d'Arsenal en juin 2011. Le montant du transfert est estimé à environ 1 M£.
Il dispute son premier match officiel avec Arsenal le 16 août 2011 lors du match aller des barrages de la Ligue des champions face à l'Udinese Calcio en remplaçant Johan Djourou à la 56e minute de jeu. Quatre jours plus tard, il prend part à son premier match en tant que titulaire sur l'aile droite de la défense à l'occasion du match comptant pour la 2e journée de Premier League opposant les Gunners à Liverpool (défaite 0-2). 
Victime d'une fracture de fatigue du dos au début de novembre 2011, Carl Jenkinson fait son retour sur les terrains le 26 février suivant lors du match comptant pour la 26e journée de Premier League face à Tottenham (victoire 5-2) en entrant en jeu à la 75e minute.
Le 12 novembre 2012, il signe un nouveau contrat de cinq ans en faveur du club londonien, ce qui le lie désormais aux Gunners jusqu'en juin 2018.
Le 31 juillet 2014, Jenkinson est prêté pour une saison à West Ham. Il prend part à 36 matchs toutes compétitions confondues avant de réintégrer l'effectif des Gunners en juin.
Le 14 juillet 2015, il est prêté pour une seconde saison consécutive à West Ham. Souvent utilisé pendant la première moitié de saison, il se blesse assez gravement au genou en janvier 2016 et retourne se soigner dans son club d'Arsenal. Le 25 octobre 2016, Jenkinson porte de nouveau le maillot d'Arsenal lors d'un match de Coupe de la Ligue anglaise face à Reading (victoire 2-0). Très peu utilisé par Arsène Wenger, le défenseur ne prend part qu'à cinq rencontres toutes compétitions confondues lors de cette saison 2016-2017.
Le 21 août 2017, Jenkinson est prêté une saison à Birmingham City, avec qui il ne joue que neuf rencontres.
De retour à Arsenal, Jenkinson prend seulement part à huit matchs toutes compétitions confondues lors de la saison 2018-2019.
Le 7 août 2019, Jenkinson quitte Arsenal pour Nottingham Forest, avec qui il s'engage pour trois saisons.

### En sélection
Carl Jenkinson commence sa carrière internationale en représentant l'Angleterre avec la sélection des moins de 17 ans à une reprise. Possédant la double nationalité, il est convoqué en sélection finlandaise des moins de 19 ans avec laquelle il dispute les qualifications pour l'Euro 2011 et devient capitaine. Le défenseur inscrit d'ailleurs son premier but en sélection face à la Moldavie en octobre 2010 (victoire 6-2).
Le 3 juin 2011, il porte le maillot de l'équipe de Finlande espoirs pour la première fois face à Malte (0-0) en entrant sur le terrain peu après l'heure de jeu.
Le 11 novembre 2012, le sélectionneur de l'Angleterre Roy Hodgson convoque Jenkinson pour un match amical contre la Suède. Trois jours plus tard, il honore sa première sélection en A en entrant en fin de rencontre (défaite 4-2).

## Statistiques
| Saison                | Club                   | Championnat           | Championnat | Championnat | Coupe(s) nationale(s) | Coupe(s) nationale(s) | Compétition(s) continentale(s) | Compétition(s) continentale(s) | Compétition(s) continentale(s) | Angleterre | Angleterre | Total | Total |
| Saison                | Club                   | Division              | M.          | B.          | M.                    | B.                    | Comp.                          | M.                             | B.                             | M.         | B.         | M.    | B.    |
| 2010-2011             | Charlton Athletic      | League One            | 8           | 0           | 1                     | 0                     | -                              | -                              | -                              | -          | -          | 9     | 0     |
| Sous-total            | Sous-total             | Sous-total            | 8           | 0           | 1                     | 0                     | -                              | -                              | -                              | -          | -          | 9     | 0     |
| 2011-2012             | Arsenal FC             | Premier League        | 9           | 0           | 1                     | 0                     | C1                             | 4                              | 0                              | -          | -          | 14    | 0     |
| 2012-2013             | Arsenal FC             | Premier League        | 14          | 0           | 2                     | 0                     | C1                             | 5                              | 0                              | 1          | 0          | 22    | 0     |
| 2013-2014             | Arsenal FC             | Premier League        | 14          | 1           | 5                     | 0                     | C1                             | 3                              | 0                              | -          | -          | 22    | 1     |
| 2016-2017             | Arsenal FC             | Premier League        | 1           | 0           | 2                     | 0                     | C1                             | 2                              | 0                              | -          | -          | 5     | 0     |
| 2018-2019             | Arsenal FC             | Premier League        | 3           | 0           | 2                     | 0                     | C3                             | 3                              | 0                              | -          | -          | 8     | 0     |
| Sous-total            | Sous-total             | Sous-total            | 41          | 1           | 12                    | 0                     | -                              | 17                             | 0                              | 1          | 0          | 71    | 1     |
| 2014-2015             | West Ham United (prêt) | Premier League        | 32          | 0           | 4                     | 0                     | -                              | -                              | -                              | -          | -          | 36    | 0     |
| 2015-2016             | West Ham United (prêt) | Premier League        | 20          | 2           | 2                     | 0                     | C3                             | 1                              | 0                              | -          | -          | 23    | 2     |
| 2017-2018             | Birmingham City (prêt) | Championship          | 7           | 0           | 2                     | 0                     | -                              | -                              | -                              | -          | -          | 9     | 0     |
| Sous-total            | Sous-total             | Sous-total            | 59          | 2           | 8                     | 0                     | -                              | 1                              | 0                              | -          | -          | 68    | 2     |
| 2019-2020             | Nottingham Forest      | Championship          | 3           | 0           | 2                     | 0                     | -                              | -                              | -                              | -          | -          | 5     | 0     |
| Sous-total            | Sous-total             | Sous-total            | 3           | 0           | 2                     | 0                     | -                              | -                              | -                              | -          | -          | 5     | 0     |
| Total sur la carrière | Total sur la carrière  | Total sur la carrière | 103         | 3           | 22                    | 0                     | -                              | 18                             | 0                              | 1          | 0          | 144   | 3     |

## Palmarès

### En club
- Arsenal FC
  - Finaliste de la Ligue Europa en 2019.